# Алаі шейх
Алаі шейх (†1550) — один з керівників махдистів в Індії в 1547—1550 роках. В махдистьскому русі представляв найзаможніші прошарки міста Біана та очолював помірковане крило руху. Двічі викликався на суд до правителя Делі Іслам Шаха, але відмовився зректися махдизму за що був засуджений до побиття киями. Помер під час покарання.